# Kloster Odacker

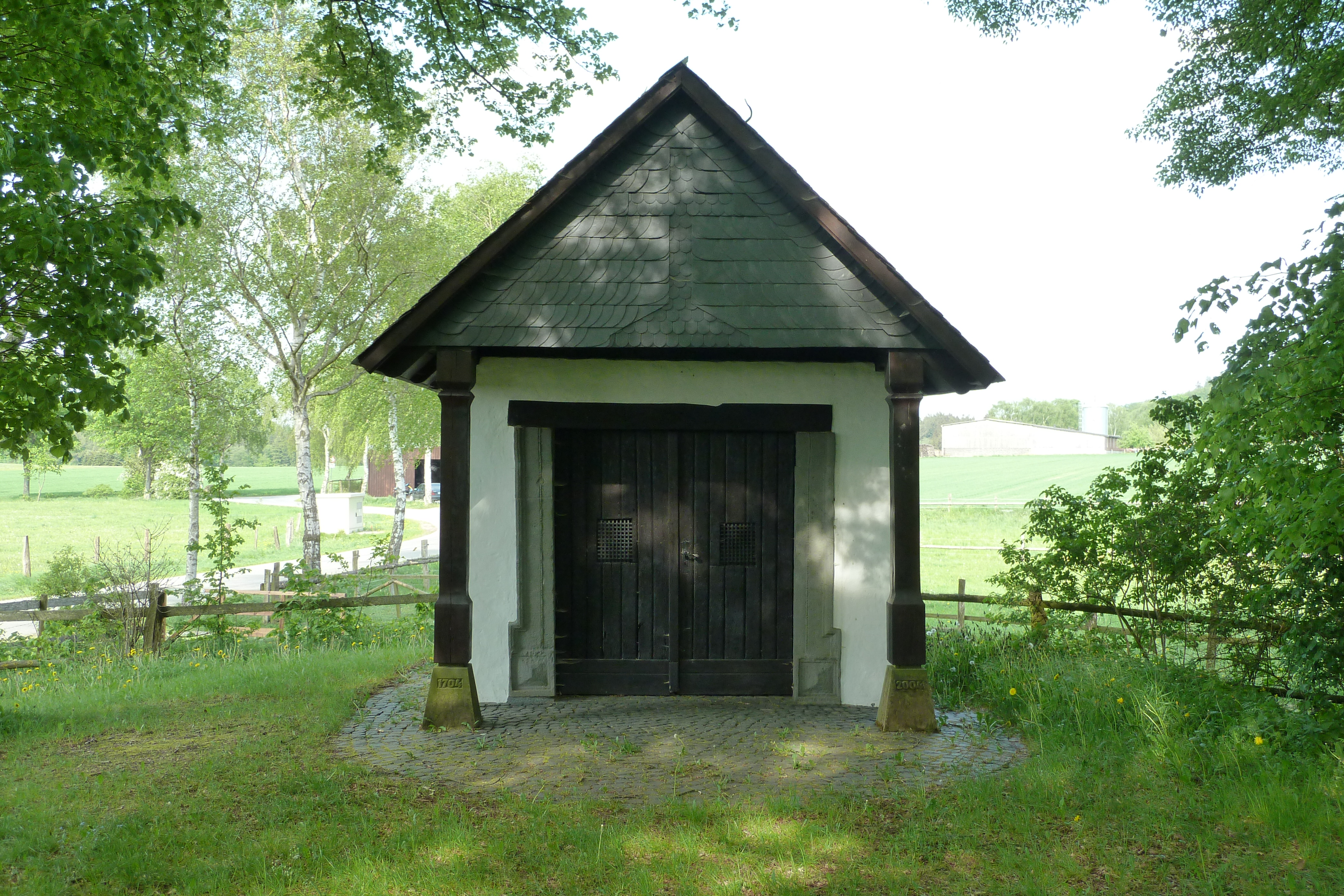
Die Odacker Kapelle

Das Kloster Odacker war eine monastische Einrichtung für Frauen vor den Toren der Stadt Hirschberg b. Warstein. Der Zeitpunkt der Gründung ist unklar. Das Kloster bestand bis zur Säkularisation im Jahr 1804.

## Geschichte
Etwa seit dem Jahr 1000 bestanden an dieser Stelle, etwa 1 km nordöstlich vom Stadtrand ein Stiftshof und eine kleine Siedlung, die im 12. oder 13. Jahrhundert zur Wüstung wurde. Im Bereich der Wüstung gründeten Augustinerinnen wohl im 13. Jahrhundert eine Klause. Diese wurde aber erstmals 1508 eindeutig schriftlich erwähnt.
Bereits wenige Jahre später im Jahr 1513 beherbergte Odacker Benediktinerinnen. Seither stand es unter Aufsicht des Klosters Grafschaft und war Teil der Bursfelder Kongregation. Die Grafschaft bekam auch die Pfarrrechte. Das Kloster unterhielt eine Schule und ein kleines Hospital.
Im Jahr 1585 wurde Odacker erstmals zerstört. Zur Versorgung der Nonnen schenkte der Kölner Kurfürst Ernst von Bayern dem Kloster 1601 die Vikarie St. Johannes Baptist bei Oedingen. Während des Dreißigjährigen Krieges wurde das Kloster 1622 von Truppen Christian von Braunschweigs erneut zerstört. Es gibt auch Hinweise auf Zerstörungen im Jahr 1639. Danach wurde das Kloster von den Schwestern verlassen.
Um 1648 wurde es erneut bezogen. Im Zuge der Säkularisation im Herzogtum Westfalen wurde das Kloster aufgehoben und bis auf eine kleine Kapelle (Odacker Kapelle – auch Annenkapelle genannt) aus dem 17. Jahrhundert vollständig abgebrochen. Die dem Kloster gehörenden Ländereien wurden an Bürger von Hirschberg verkauft. Eine spätgotische Madonna aus dem Kloster befindet sich heute in der Propsteikirche in Belecke. Auch ein Altar des Klosters ist nun in Belecke.